# Warrior Run, Pennsylvania
Warrior Run là một thị trấn thuộc quận Luzerne, tiểu bang Pennsylvania, Hoa Kỳ. Năm 2010, dân số của thị trấn này là 584 người.